# Cylindrothecium jamesonii
Cylindrothecium jamesonii là một loài Rêu trong họ Entodontaceae. Loài này được (Taylor) Paris mô tả khoa học đầu tiên năm 1894.